# Пашков, Владимир Игоревич
Владимир Игоревич Пашков (род. 4 февраля 1961, Братск, Иркутская область) — государственный и политический деятель России и Донецкой Народной Республики. Министр экономического развития, труда, науки и высшей школы Иркутской области (2008), заместитель губернатора Иркутской области (2008, 2012—2015), первый заместитель Председателя Правительства Иркутской области (2010—2012), вице-мэр города Братска (2005). С 2019 по 2021 год — заместитель Председателя Правительства ДНР.

## Биография
Родился 4 февраля 1961 года в городе Братске Иркутской области. Отец Игорь Михайлович Пашков — один из первых строителей Братской ГЭС, участник перекрытия Ангары в 1959 году, около 40 лет работал руководителем автопредприятий Братскгэсстроя, почётный гражданин города Братска (2007).
Воспитанник-юнга военно-морского лагеря «Варяг» (Братск). После окончания школы поступил в Иркутский политехнический институт (ныне Иркутский национальный исследовательский технический университет), но после 3 курса решил связать свою судьбу с военно-морским флотом.
В 1985 году окончил Тихоокеанское высшее военно-морское училище и был направлен штурманом на новый атомный подводный крейсер, который по его инициативе назвали «Братск». До 1993 года служил в рядах Военно-морского флота. После увольнения в запас в звании капитана III ранга вернулся в Братск.
В 1996 году окончил Братский индустриальный институт (ныне Братский государственный университет; строительный факультет по специальности «Экономика и управление на предприятии»).
С 1993 по 2002 год работал в администрации города Братска в должностях: заместитель руководителя аппарата, заместитель главы администрации по экономике и финансам, заместитель мэра, председатель комитета по экономике и финансам.
Летом 2002 года назначен начальником департамента по развитию промышленного комплекса администрации Иркутской области. С 2003 года — первый заместитель начальника Главного финансового управления Иркутской области. С 25 мая 2004 года по 26 сентября 2005 года — и. о. начальника главного финансового управления Иркутской области.
В 2005—2006 годах — вице-мэр Братска. С 2006 по 2008 год — заместитель генерального директора по развитию компании ОАО ФСК «Новый город».
В мае 2008 года назначен заместителем губернатора Иркутской области. Инициатором кадрового решения называли главу «Ростеха» Сергея Чемезова. «В новой должности ему было поручено курировать финансовую, экономическую и промышленную сферы, заниматься развитием приоритетных инвестпроектов в области освоения лесов», — писало издание «Коммерсантъ».
С октября 2008 года — министр экономического развития, труда, науки и высшей школы Иркутской области. С августа 2009 года, сохранив министерские обязанности, является заместителем Председателя Правительства Иркутской области. Являясь специалистом по решению кризисных ситуаций и разворачиванию производства в экстренных условиях, вёл два крупных проекта Иркутской области — переселение людей из зоны затопления Богучанской ГЭС и создание альтернативных производств в Байкальске после остановки местного целлюлозно-бумажного комбината.
23 июня 2010 года утверждён в должности первого заместителя Председателя Правительства Иркутской области. В июне 2012 года он также назначен заместителем губернатора Иркутской области. В июне 2012 года снова вернулся в кресло вице-губернатора при Сергее Ерощенко, сохранив пост зампреда правительства. 5 февраля 2014 года с Владимира Пашкова, замещающего должность первого зампреда правительства Иркутской области досрочно сняты полномочия (основание: личное заявление).
Дальнейшая деятельность Владимира Пашкова связана с ДНР и ЛНР. Здесь он основал ряд компаний, был директором закрытого акционерного общества «Внешторгсервис» украинского предпринимателя Сергея Курченко. Вскоре фирма получила контроль над национализированными заводами в ДНР и ЛНР. В правительство ДНР Пашков попал соответственно после работы в ЗАО «Внешторгсервис», которое, по сообщениям СМИ, управляет в двух республиках рядом крупнейших предприятий горно-металлургического комплекса.
В 2014 году Пашков переехал в Москву, где стал владельцем 40 % акций IT-компании Expertek, специализирующейся на разработке и продвижении программного обеспечения для АЗС. Он стал также президентом благотворительного Фонда поддержки международных гуманитарных проектов. По данным сервиса «Контур-Фокус», он стал совладельцем ООО «Экспертек ИБС». С 2016 года компания стала подрядчиком структур «Роснефти» — девять контрактов оцениваются почти в 222 млн рублей. Он же возглавил «Благотворительный фонд поддержки международных гуманитарных проектов». «Ъ» узнавал, что в здании, где зарегистрирован фонд, его физически никогда не было.
С 2015 года — президент благотворительного Фонда поддержки международных гуманитарных проектов.
В феврале 2017 года Служба безопасности Украины (СБУ) выпустила заявление, в котором обвинила фонд Пашкова в том, что он используется для наполнения бюджета Луганской Народной Республики СБУ утверждала, что через фонд Россия скрытно финансировала бюджет ЛНР, пытаясь избежать новых экономических санкций.
18 апреля 2019 года назначен заместителем председателя Правительства Донецкой Народной Республики.
5 февраля 2020 года пресс-служба главы ДНР Дениса Пушилина сообщила о совещании по противодействию коррупции, в которой принял участие Владимир Пашков как «временно исполняющий обязанности Председателя Правительства Донецкой Народной Республики». Комментируя возможное назначение Пашкова, пресс-секретарь президента России Дмитрий Песков заявил журналистам, что речь не идёт об «официальном делегировании официального лица».
1 ноября 2021 года освобождён от занимаемой должности заместителя председателя Правительства ДНР.